# عمارت سردار مفخم قزوین
عمارت سردار مفخم از خانه‌های دو طبقه کوشکی است. این خانه در دوره قاجار بنا گشته و در خیابان هلال احمر قزوین قرار دارد.

## پیشینه
عمارت سردار مفخم توسط شاهزاده اکبر میرزا ملقب به سردار مفخم و بشارت السلطنه بنا شده است. او وکیل (نماینده) قزوین در دوره‌های چهارم و پنجم مجلس مشروطه بود. ساخت این بنا به اواخر دوره قاجار مربوط است و در حکم استراحتگاهی خاص سران و شاهزادگان بوده است.

## معماری
این عمارت تحت تأثیر معماری پایتخت ساخته شده و به نوعی متعلق به زمان انتقال معماری قاجاریه به پهلوی در قزوین است. نکته قابل توجه بنا پلکان مجلل آن است که در مرکز آن ساخته شده. این پلکان درست در مقابل سرسرای ورودی قرار داشته و پس از رسیدن به پاگردی وسیع، دو شاخه شده و راه به طبقه فوقانی می‌برد. پلکان مرکزی داخل بنا در طبقه دوم به یک راهروی چهار طرفه منتهی می‌شود. دور تا دور این راهرو را نرده و ستون‌های تزئینی فرا گرفته است. برخی از اتاق‌ها نیز دارای تزئینات گچبری با نقش برجسته گل و برگ، مجلس شکار حیوانات و مجلس بزم و نیز طاقچه‌های تزئینی است.

## سیر کاربری بنا
اولین کاربری این بنا مسکونی بود. بعد از مدتی قبل از سال ۱۳۴۸ به دادگستری واگذار شد و بعد از سال ۴۸ تا سال ۶۹ مدرسه امیر کبیر به این مکان با عنوان مدرسه راهنمایی و دبیرستان امیرکبیر انتقال داده شد. سازمان میراث فرهنگی بعد از زلزله سال ۶۹ این ساختمان را مرمت و در سال ۷۷ به ثبت ملی رساند. این بنا طبق توافق انجام گرفته از سوی سازمان میراث فرهنگی به وزارت فرهنگ و ارشاد اسلامی واگذار شد. این مکان دفتر نمایندگی وزارت امور خارجه در قزوین بوده. این دفتر هجدهمین دفتر نمایندگی وزارت امور خارجه کشور می‌باشد که تمام اختیارات کنسول‌گری در زمینه صدور ویزا، تأیید اسناد تجاری و تحصیلی اتباع خارجی، احوالات شخصی اتباع خارجی از جمله ثبت ازدواج و فوت، تسهیل در امور صادرات و واردات را انجام خواهد داد.
هم‌اکنون این مکان عمارت هنر است و زیر نظر حوزه هنری استان قزوین است.

## موزه دکتر صالحی
این موزه به درخواست دکتر صالحی و حمایت بخش نوسازی و بهسازی شهرداری قزوین در مرداد سال ۹۴ در عمارت سردار مفخم افتتاح شد. علی اکبر صالحی رئیس سابق سازمان انرژی اتمی، کلیه هدایای دریافتی از کشورهای مختلف در زمان تصدی وزارت امور خارجه طی سال‌های ۸۹ تا ۹۲ را به این موزه اهدا کرد. حدود ۲۵۰ شیء در این موزه گردآوری شده است.